# Percha
Percha ([ˈpɛrça]; italienisch Perca) ist eine italienische Gemeinde mit 1709 Einwohnern (Stand 31. Dezember 2023) in unmittelbarer Nähe zu Bruneck im Osten Südtirols. Das Zentrum des Hauptorts liegt im Pustertal in etwa 970 m Höhe.

## Geographie
Das Gemeindegebiet von Percha, 30,28 km² groß, nimmt nur einen kleinen Teil des in Ost-West-Richtung verlaufenden Pustertals ein. Der größte Teil der Gesamtfläche erstreckt sich im Berggebiet nordöstlich davon, das zu großen Teilen im Naturpark Rieserferner-Ahrn unter Schutz gestellt ist. Die Rienz bildet im Pusterer Talgrund die Südgrenze. Abgesehen vom Hauptort verteilt sich die Bevölkerung auf sieben Fraktionen.
Die dörflichen Siedlungen konzentrieren sich im Pustertal. Der Hauptort der Gemeinde, Percha (950–1050 m s.l.m.), liegt auf einem Plateau am Ostrand der sogenannten Brunecker Weitung, in der sich die nahe Stadt Bruneck ausdehnt. Östlich davon befinden sich der Reihe nach die Fraktionen Unterwielenbach (940–990 m), Litschbach (950–960 m) und – an der Grenze zu Rasen-Antholz – Nasen (1000–1040 m).
Nordöstlich über dem Talboden erhebt sich die Rieserfernergruppe. Von Unterwielenbach aus steigt das langgezogene Wielental bergan, in dem sich Oberwielenbach (1340–1410 m) befindet. Über dem Talschluss erreicht Percha an der Schwarzen Wand (3105 m) seinen höchsten Punkt. An den das Wielental östlich begrenzenden Hängen liegen Wielenberg (1120–1160 m) und etwas höher Platten (1400–1560 m). Oberhalb von Nasen befindet sich Aschbach (1320–1480 m).

## Geschichte
Das Gebiet von Percha Ort war schon zur Römerzeit besiedelt, wie ein Meilenstein bei der Kirche belegt. Gegenüber dem Feuerwehrhaus wurden Funde einer kleinen Siedlung aus der Römerzeit gemacht. Die Römerstraße zwischen Percha und Unterwielenbach war selbstredend bereits zur Römerzeit eine Straßentrasse. Die erste Besiedelung von bedeutsamem Ausmaße fand höchstwahrscheinlich durch die Bajuwaren statt, als sie zwischen dem 7. und 9. Jh. das mittlere Pustertal besiedelten.
Die Perchiner Kirche ist dem hl. Kassian geweiht. Sie hat ein gotisches Netzgewölbe. Auf ihrer Außenmauer findet sich ein Fresko des hl. Christophorus, gemalt von Simon von Taisten. Der Gasthof Engelberger im Ortskern blickt auf eine lange Geschichte zurück und ist denkmalgeschützt. In den Fraktionen gibt es mehrere denkmalgeschützte Gebäude, ausschließlich bäuerliche und kirchliche Architektur.

## Etymologie
Der Name der Gemeinde wird 1189 und 1307 in den Variationen „Pircha“, „Pirchach“ und „Perchach“ erstmals urkundlich erwähnt. Die in der älteren Literatur bzw. in heimatkundlichen Schriften auf Percha bezogene Nennung „Perhchach/Perchah“ im Freisinger Traditionsbuch aus der 2. Hälfte des 9. Jahrhunderts ist nach Erkenntnissen der rezenten Forschung hingegen auf Hohenbercha bzw. Appercha (Landkreis Freising) zu beziehen. Die etymologische Provenienz des Wortes könnte das althochdeutsche Wort für Birke sein (gotisch berkja, althochdeutsch birka). Die älteren Namensformen Pirchach und Perchach lassen weitere Vermutungen zu. Das Suffix -ach deutet im altbairischen Raum bei vielen Ortsnamen auf eine Verbindung zur Botanik hin, weshalb Perchach aus *berkach hervorgegangen sein könnte. Dies hieße dann so viel wie Birkenwald. -ach kann aber auch für die Nähe zu einem Bach stehen, darum wäre Birkenwald beim Bach ebenso vorstellbar.
Linguistisch betrachtet wurde aus ursprünglich *berkaha im Zuge der Zweiten Lautverschiebung (/*b/→/p/ und /*k/→/x/) und durch Wandel von -aha zu -ach das 1187 nachgewiesene „Perchach“ und schließlich durch Apokope des Lautes /x/ das heutige Percha.
Alternativ gibt es auch die Vermutung, dass der erste Wortteil auf das althochdeutsche berc zurückgehen könnte, was mit dem Suffix -ach so viel wie Berg und Bach bedeute und auf die Einbettung des Ortes zwischen dem Wielenberg und dem Fluss Rienz hinweise. Dies sind Hypothesen. Als ziemlich sicher gilt jedenfalls, dass der Ursprung des Namens bei den Wörtern Birke, Bach und/oder Berg liegen muss.

## Politik
Bürgermeister seit 1952:
- Anton Zingerle: 1952–1958
- Franz Kostner: 1958–1960
- Josef Mayr: 1960–1964
- Gottfried Niederwolfsgruber: 1964–2002
- Joachim Reinalter: 2003–2020
- Martin Schneider: 2020–2025
- Theodor Guggenberger: seit 2025

## Bevölkerung
Percha ist gemäß den erhobenen Sprachgruppenzugehörigkeitserklärungen bzw. Sprachgruppenzuordnungserklärungen eine weitgehend deutschsprachige Gemeinde. Als Berechnungsgrundlage der folgenden Prozentwerte wurden die gültigen Erklärungen von Personen mit italienischer Staatsbürgerschaft herangezogen.
| Sprache     | 1981    | 1991    | 2001    | 2011    | 2024    |
| ----------- | ------- | ------- | ------- | ------- | ------- |
| Deutsch     | 99,16 % | 98,16 % | 96,82 % | 94,86 % | 92,97 % |
| Italienisch | 0,56 %  | 1,49 %  | 2,54 %  | 4,29 %  | 5,98 %  |
| Ladinisch   | 0,28 %  | 0,35 %  | 0,64 %  | 0,84 %  | 1,05 %  |

## Wirtschaft
Wichtige Wirtschaftszweige in der Gemeinde sind der Tourismus mit etwa je 15.000 Nächtigungen im Sommer- und Winterhalbjahr, sowie insbesondere in den Bergfraktionen die Land- und Forstwirtschaft.

## Infrastruktur
Durch das Dorf führen die Pustertaler Staatsstraße (Staatsstraße 49), sowie die Oberwielenbacher Straße (Landesstraße 148, weitergeführt durch Gemeindestraße 63.4). Percha verfügt über einen Bahnhof an der Pustertalbahn (Haltestelle Percha-Kronplatz), wo sich auch die Talstation der Seilbahn Ried-Gipfelbahn (Schigebiet Kronplatz) befindet. Weiters quert auch die Radroute 3 „Pustertal“ die Gemeinde.

## Bildung
Auf dem Gemeindegebiet befinden sich zwei Grundschulen im Hauptort Percha und in Oberwielenbach, die beide dem deutschen Schulsprengel der Nachbargemeinde Bruneck I angeschlossen sind.

## Sehenswürdigkeiten

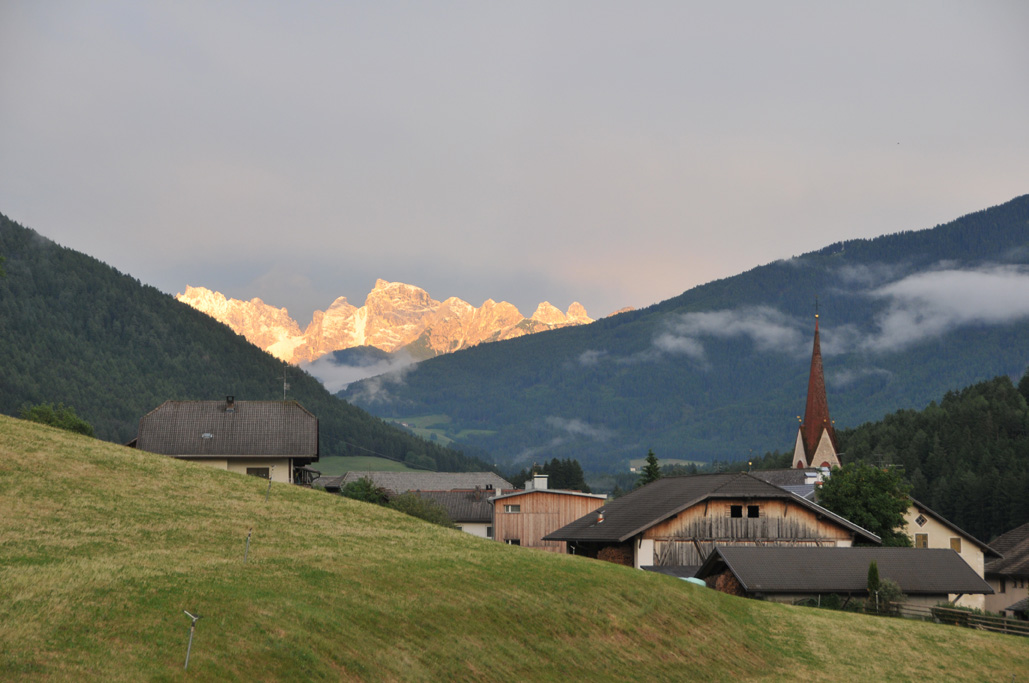
Percha mit Blick Richtung Osten

Bemerkenswert neben alten Höfen und Mühlen sind die Erdpyramiden von Platten, deren Wildheit und Zerbrechlichkeit gleichermaßen beeindruckt.

## Persönlichkeiten
- Karl Wolfsgruber (1917–2009), römisch-katholischer Geistlicher, Denkmalpfleger und Hochschullehrer